# Marek Sobczyk
Marek Sobczyk (ur. 30 listopada 1955 w Warszawie) – polski malarz, grafik, teoretyk sztuki, pedagog.

## Życiorys
Studiował malarstwo w latach 1975–1980 na Akademii Sztuk Pięknych w Warszawie w pracowni Stefana Gierowskiego.
Początkowo malował abstrakcyjne kompozycje złożone z powtarzających się elementów. W roku 1983 został członkiem Gruppy, współredagując jej pismo „Oj dobrze już” w którym zamieszczał teksty teoretyczne. W roku 1983 namalował wspólnie z Ryszardem Woźniakiem dwa wielkoformatowe plakaty, następne cztery wspólnie z Jarosławem Modzelewskim w roku 1984 podczas pobytu stypendialnego w Niemczech Zachodnich.

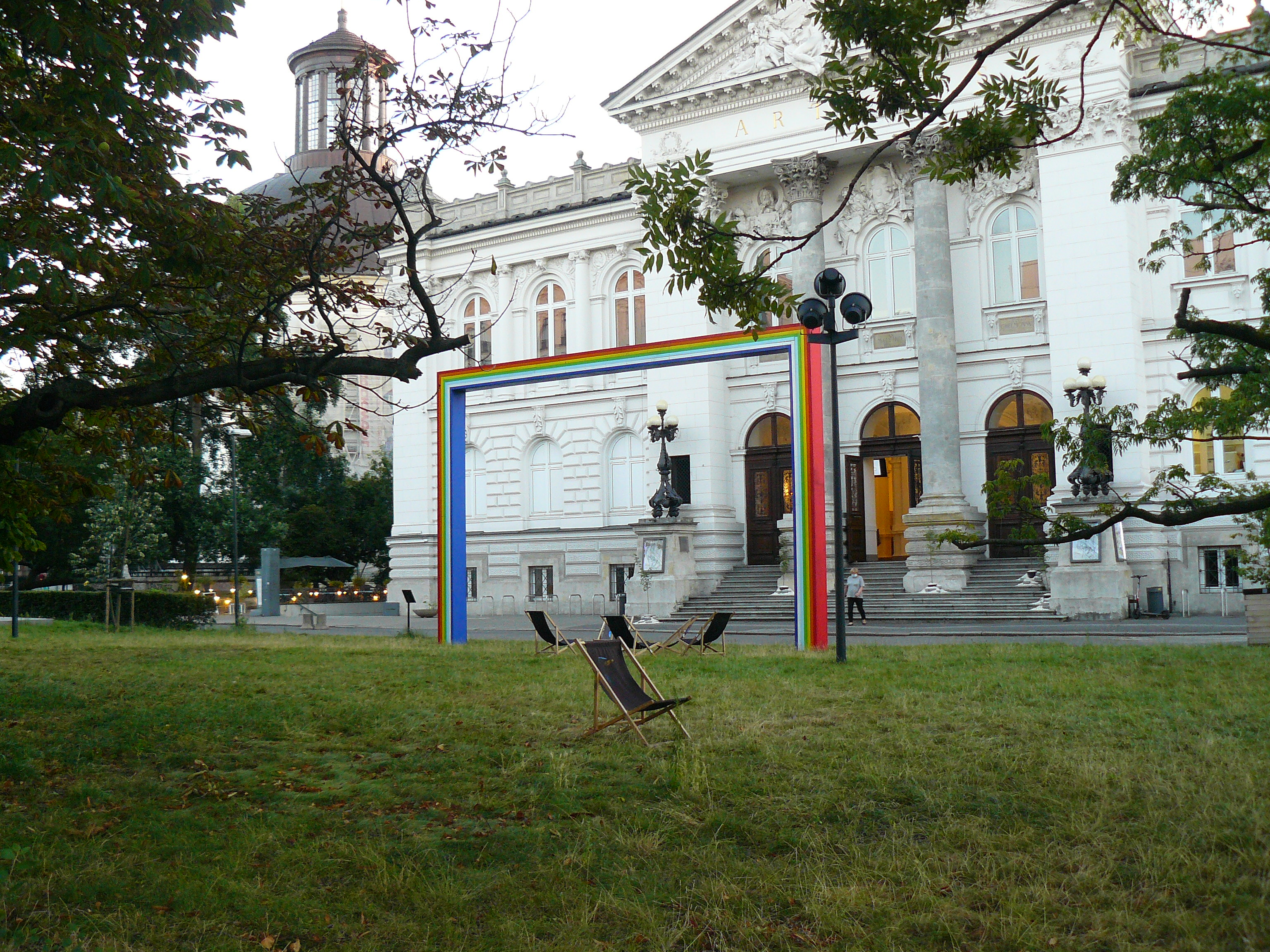
Instalacja Prosta tęcza autorstwa Marka Sobczyka przed „Zachętą”

Od połowy lat osiemdziesiątych Sobczyk malował kompozycje figuralne, niektóre z nich o tematyce religijnej.
W latach 1994–1998 wspólnie z Jarosławem Modzelewskim namalował dwie nowe serie obrazów wystawionych w Centrum Sztuki Współczesnej w 1998.
Od roku 1991 współpracował z Piotrem Młodożeńcem w spółce autorskiej Zafryki.
W latach 1991–1996 prowadził wspólnie z Jarosławem Modzelewskim prywatną Szkołę Sztuki w Warszawie.
W latach 1991–1993 i 2019–2022 jego instalacja Prosta tęcza stała przed wejściem do Narodowej Galerii Sztuki „Zachęta”.
W 2012 otrzymał Nagrodę im. Jana Cybisa.

## Wystawy (wybór)
- 1986 – „Ekspresja lat 80-tych”, BWA, Sopot
- 1987 – „Co słychać”, Dawne Zakłady Norblina, Warszawa
- 1990 – „Konstrukcja w procesie” (3), Pałac Scheiblera, Łódź
- 1992 – „Gruppa 1982–1991”, Galeria Zachęta, Warszawa
- 1996 – „Kunst in der neuen Messe”, Lipsk
- 2013 – „Marek Sobczyk Badania mózgu w Polsce 1979-2012”, Zamek Książ, Wałbrzych
- 2022 – „Malarstwo bez metafory, metafora bez malarstwa”, Galeria Sztuki im. Jana Tarasina, Kalisz[5]

## Twórczość (wybór)
- 6 głodów 13 słów Zachęta Państwowa Galeria Sztuki w Warszawie 2002 ISBN 83-89145-08-1.
- Marek Sobczyk: Kurs sublimacji, Zachęta Narodowa Galeria Sztuki, Warszawa 2006 ISBN 83-89145-82-0.
- Kamila Janiak: Frajerom śmierć i inne historie, ilustr. Marek Sobczyk, Staromiejski Dom Kultury, Warszawa 2007 ISBN 83-89492-30-X.